# Enypia coolidgi
Enypia coolidgi là một loài bướm đêm trong họ Geometridae.